# George-W.-Peters-Preis
Der George-W.-Peters-Preis wurde von 1992 bis 2015 vom Evangelischen Arbeitskreis für Mission, Kultur und Religion e. V. (AfeM) zur Förderung missionswissenschaftlicher Arbeiten verliehen.
George W. Peters (1907–1988), mennonitischer Missiologe, war Gründer und langjähriger Rektor der freien Hochschule für Mission der AEM in Korntal bei Stuttgart. Er regte die Gründung des AfeM an. Durch seine Veröffentlichungen, seine Forschung sowie Lehr- und Vortragstätigkeit machte er sich um die evangelikale Missiologie im deutschsprachigen Bereich verdient.
In Anerkennung seines missiologischen Lebenswerkes und zur Erinnerung an ihn wurde der Preis für Leistungen in seinem Sinne und im Sinne des Auftrages des AfeM als Hauptpreis und als Förderpreis verliehen.
Von 1992 bis 2012 wurde der sogenannte Große George-W.-Peters-Preis für eine wissenschaftliche Neu-Veröffentlichung jährlich verliehen. 1993 schloss sich der George-W.-Peters-Förderpreis für kleinere, unveröffentlichte missiologische Arbeiten an. Dieser wurde 2014 durch den George-W.-Peters-Praxispreis ersetzt, der nicht nur schriftliche Ausarbeitungen, sondern auch vorbildliche Projekte, Initiativen oder ein Lebenswerk auszeichnet.

## Träger des Hauptpreises und ihre Werke
- 1992: Fritz Laubach: Justinian von Welz. Sämtliche Schriften. R.Brockhaus, Wuppertal 1989.
- 1993: Klaus Fiedler: Ganz auf Vertrauen. Geschichte und Kirchenverständnis der Glaubensmissionen. Brockhaus/TVG-Monographien, Wuppertal/Zürich 1992.
- 1994: Christine Schirrmacher: Mit den Waffen des Gegners. Christlich-muslimische Kontroversen im 19. und 20. Jahrhundert. Klaus Schwarz Verlag, Berlin 1992.
- 1995: Andreas Franz: Mission ohne Grenzen: Hudson Taylor und die deutschsprachigen Glaubensmissionen. Brunnen, Gießen 1993.
- 1996: Klaus Wetzel: Kirchengeschichte Asiens. Brockhaus/TVGMonographien, Wuppertal/Zürich 1995.
- 1997: Eberhard Troeger: Kreuz und Halbmond. Was Christen vom Islam wissen sollten. Brockhaus ABC Team, Wuppertal 1996.
- 1998: Lothar Käser: Fremde Kulturen. Eine Einführung in die Ethnologie. Erlanger Verlag für Mission, Erlangen 1997.
- 1999: Erich Scheuer: Altes Testament und Mission. Zur Begründung des Missionsauftrages. Brunnen, Gießen 1997.
- 2000: Bernd Brandl: Die Neukirchener Mission: Ihre Geschichte als erste deutsche Glaubensmission. Neukirchener, Neukirchen-Vluyn 1998.
- 2001: Phillip Hauenstein: Fremdheit als Charisma - Die Existenz als Missionar in Vergangenheit und Gegenwart am Beispiel des Dienstes in Papua-Neuguinea. Erlanger Verlag für Mission und Ökumene, Erlangen 1999.
- 2002: Lianne Römbke: Multikulturelle Teams. VTR, Nürnberg 2000.
- 2003: Detlef Kapteina: Afrikanische Evangelikale Theologie. Plädoyer für das ganze Evangelium im Kontext Afrikas. VTR, Nürnberg 2001.
- 2005: Hannes Wiher: Shame and Guilt. A Key to Cross-Cultural Ministry. VKW, Bonn 2003 (englisch).
- 2004: Friedemann Walldorf: Die Neuevangelisierung Europas. Missionstheologien im europäischen Kontext. TVG Brunnen, Gießen 2002.
- 2006: Hans Ulrich Reifler: Handbuch der Missiologie. Missionarisches Handeln aus biblischer Perspektive. VTR, Nürnberg 2005, ISBN 3-933372-96-8.
- 2007: Hanna-Maria Schmalenbach: Frausein zur Ehre Gottes im Kontext verschiedener Kulturen. Verlag der Francke-Buchhandlung, Marburg 2007, ISBN 978-386122-890-5 (2., durchgesehene Auflage unter dem Titel Frausein zur Ehre Gottes - In jeder Kultur anders? Neufeld Verlag, Cuxhaven 2021, ISBN 978-3-86256-168-1).
- 2008: Jürgen Stadler: Die Missionspraxis Christian Keyßers in Neuguinea 1899-1920. VTR, Nürnberg 2006.
- 2009: Andreas Baumann: Der Orient für Christus: Johannes Lepsius – Biographie und Missiologie. TVG Brunnen, Gießen 2007.
- 2010: Roland Hardmeier: Kirche ist Mission. Auf dem Weg zu einem ganzheitlichen Missionsverständnis. Edition IGW, Bd. 2. Neufeld Verlag, Schwarzenfeld 2009, ISBN 978-3-937896-77-9.
- 2011: Jürgen Schuster: Christian Mission in Eschatological Perspective: Lesslie Newbigin's Contribution. edition afem - mission academics 29 (VTR/VKW), Nürnberg/Bonn 2009, ISBN 978-3-941750-15-9 / ISBN 978-3-938116-82-1.
- 2012: Eberhard Werner: Bibelübersetzung in Theorie und Praxis: Eine Darstellung ihrer Interdisziplinarität anhand der Ausbildungespraxis. Hamburg 2011
- 2013: keine Vergabe
- 2014: Evi Rodemann: ihr Engagement für die Idee und Umsetzung von Mission-Net.[2]
- 2015: Helmuth Egelkraut: Die Liebenzeller Mission und der Nationalsozialismus, (Reihe: Interkulturalität & Religion Bd. 3), Lit Verlag, Münster 2015, ISBN 978-3-643-12980-2.[3]